# Bow Fell (berg i Storbritannien)
Bow Fell är ett berg i Storbritannien.   Det ligger i grevskapet Cumbria och riksdelen England, i den centrala delen av landet, 400 km nordväst om huvudstaden London. Toppen på Bow Fell är 902 meter över havet, eller 145 meter över den omgivande terrängen. Bredden vid basen är 2,3 km. Bow Fell ingår i Cumbrian Mountains.
Terrängen runt Bow Fell är huvudsakligen kuperad.Runt Bow Fell är det ganska tätbefolkat, med 60 invånare per kvadratkilometer. Närmaste större samhälle är Ambleside, 13,4 km öster om Bow Fell. Omgivningarna runt Bow Fell är en mosaik av jordbruksmark och naturlig växtlighet.